# 斯菲羅伊德山
77°47′S 163°56′E / 77.783°S 163.933°E
斯菲羅伊德山是南極洲的山峰，位於維多利亞地的斯科特海岸，處於埃利普索伊德山以東1.9公里的布盧冰川北岸，海拔高度1,230米。